# Gallifa
Gallifa és un municipi de la comarca del Vallès Occidental.

## Geografia
- Llista de topònims de Gallifa (Orografia: muntanyes, serres, collades, indrets..; hidrografia: rius, fonts...; edificis: cases, masies, esglésies, etc).

El poble està situat en una vall natural, la de la riera de Gallifa, pertanyent a la conca del Besòs, limitada per la muntanya de Sant Sadurní al nord i el Turó del Castell al sud. Limita al nord amb Granera i Castellterçol, al nord-est, en un únic punt, amb Sant Quirze Safaja, a l'oest i sud-oest amb Sant Llorenç Savall, al sud amb Caldes de Montbui i a l'est i sud-est amb Sant Feliu de Codines. Geològicament, està format per un conjunt acinglerat al voltant d'un turó que, tot just, sobrepassa els 900 metres d'altura (cingles de Sant Sadurní de Gallifa). L'erosió dels gresos i conglomerats determina un relleu de cingles de blocs arrodonits.

### El perímetre del terme municipal

#### Termenal ambGranera[2]
En aquest lloc el termenal fa una inflexió en forma d'arc còncau cap al sud-oest, arriba a la Carena de Coll d'Ases, al mig de la qual hi ha el Coll d'Ases, on torna a fer un arc, ara amb la part interior mirant al nord. Passa a prop i a llevant del Casalot de Coll d'Ases, i pel Pi de la Llagosta arriba al Coll de Bardissars. Travessa l'extrem nord-oest de la Serra de la Caseta en direcció sud-est per tornar a trencar, ara cap al nord-est, travessa el lloc dels Quatre Camins i la capçalera del torrent de les Pujadetes, fins a arribar al Serrat de les Pedres, en el cim del qual es troba el triterme entre Granera, Gallifa i Castellterçol.
Són uns 2,5 quilòmetres, que deixen en terres de Granera les propietats del Salamó, Salvatges i el Solà del Sot, i per les de Gallifa, les terres de la Rovira, els Plans i Sobregrau.

## Biodiversitat
L'interès faunístic d'aquest Espai d'interès natural se centra en els ocells rupícoles, com el duc (Bubo bubo) o el falcó pelegrí (Falco peregrinus). També cal remarcar la presència d'algunes espècies de mol·luscs i heteròpters molt rares a Catalunya. Pel que fa a fauna i flora, aquest Espai conté comunitats vegetals rupícoles pròpies de les formacions de roca calcària de la terra baixa catalana, així com pinedes calcícoles que se situen en aquells racons no ocupats per les cingleres.

## Història
Hi ha constància del poble des de fa més de mil anys. Ho demostren les quatre ermites romàniques encara existents, Sant Pere i Sant Feliu de Gallifa i de Santa Maria del Grau, així com les restes del castell medieval amb l'església de Santa Maria del Castell.

## Demografia
| 1497 f | 1515 f | 1553 f | 1717 | 1787 | 1857 | 1877 | 1887 | 1900 | 1910 |
| ------ | ------ | ------ | ---- | ---- | ---- | ---- | ---- | ---- | ---- |
| 11     | 16     | 21     | 121  | 121  | 337  | 282  | 227  | 223  | 265  |

| 1920 | 1930 | 1940 | 1950 | 1960 | 1970 | 1981 | 1990 | 1992 | 1994 |
| ---- | ---- | ---- | ---- | ---- | ---- | ---- | ---- | ---- | ---- |
| 209  | 200  | 162  | 168  | 122  | 55   | 72   | 84   | 89   | 89   |

| 1996 | 1998 | 2000 | 2002 | 2004 | 2006 | 2008 | 2010 | 2012 | 2014 |
| ---- | ---- | ---- | ---- | ---- | ---- | ---- | ---- | ---- | ---- |
| 150  | 157  | 156  | 200  | 209  | 216  | 213  | 215  | 200  | 202  |

| 2016 | 2018 | 2020 | 2022 | 2024 | 2026 | 2028 | 2030 | 2032 | 2034 |
| ---- | ---- | ---- | ---- | ---- | ---- | ---- | ---- | ---- | ---- |
| 187  | 169  | 167  | 186  | 172  | -    | -    | -    | -    | -    |

## Política
| Candidatura | Candidatura                               | Cap de llista         | Vots | Regidors | % vots |
| ----------- | ----------------------------------------- | --------------------- | ---- | -------- | ------ |
|             | Solidaritat Catalana per la Independència | Jordi Fornas i Prat   | 42   | 3        | 29,58% |
|             | Convergència i Unió                       | Enric Bosch i Datzira | 34   | 2        | 23,94% |
|             | Partit dels Socialistes de Catalunya      |                       | 11   | -        | 7,75%  |
|             | Partit Popular                            |                       | 2    | -        | 1,41%  |
|             | En blanc                                  |                       | 34   |          | 23,94% |
| Total       | Total                                     | 114                   | 114  | 5        |        |

### Eleccions al Parlament de Catalunya del 2012
| Candidatura | Candidatura   | Cap de llista          | Vots | Regidors | % vots |
| ----------- | ------------- | ---------------------- | ---- | -------- | ------ |
|             | CiU           | Artur Mas              | 72   |          | 54,54  |
|             | ERC           | Oriol Junqueras        | 12   |          | 9,09   |
|             | ICV-EUiA      | Joan Herrera           | 11   |          | 8,33   |
|             | CUP           | David Fernández        | 9    |          | 6,81   |
|             | PPC           | Alicia Sánchez-Camacho | 8    |          | 6,06   |
|             | PSC           | Pere Navarro           | 3    |          | 2,27   |
|             | C's           | Albert Rivera          | 1    |          | 0,75   |
|             | Altres        |                        | 12   |          | 6,06   |
|             | Vots en blanc |                        | 4    |          | 2,99   |
| Total       | Total         | 134                    | 134  |          |        |

## Economia
Dins de l'Espai Natural Protegit de Gallifa s'hi practiquen usos silvícoles. També s'hi practiquen activitats cinegètiques. L'Espai natural protegit conté elements d'interès històricoartístic, com el conjunt arquitectònic de Sant Sadurní. El 6,18% de la superfície es troba al Catàleg de forests d'utilitat pública (CUP) o té algun tipus de conveni amb ajuntaments o particulars.
Usos del sòl
- Boscos - 50,34%
- Vegetació arbustiva i herbàcia - 46,23%
- Terres agrícoles i àrees antròpiques - 2,75%
- Roques, tarteres, glaceres, coves - 0,68%